# 情報まるごと
『情報まるごと』（じょうほうまるごと）は、2013年4月4日から2015年3月19日まで、NHK総合テレビジョンで平日に放送された情報番組である。全編生放送で、基本の放送時間は月曜日 - 金曜日の14:05 - 14:55（日本標準時）であった。

## 番組概要
2003年度後期から2012年度まで9年半放送された『お元気ですか日本列島』を、「知りたい情報まるごとお伝えします」というコンセプトの下にリニューアルした。「情報まるごと」という番組タイトルも、このコンセプトを短縮したものである。
当番組では、視聴者からの関心が高いニュースや旬の話題・人物など、“知りたい”という視聴者の欲求へ柔軟かつ丁寧に対応することを志向した。『お元気ですか日本列島』に続いて全国のNHKのネットワークを活用しながら、情報番組としての内容を一層充実させた。放送直前や放送中に重大なニュースや気象・地震速報が入った場合には、当初予定した放送内容を随時変更した。また、『お元気ですか日本列島』の2012年度に続いて、月に1回のペースで大阪局からの生放送を実施した（後述）。
なお、祝日や年末年始と重なる場合は放送休止となったほか、国会の会期中に国会中継を放送する場合には、放送休止または放送時間の短縮で対応した。また、全国高等学校野球選手権大会・選抜高等学校野球大会の開催期間中も、当日の試合が全て中止になった場合を含めて休止した。
2015年度改編に際し、午後の報道・情報番組枠が新番組『ニュース シブ5時』に統合されることから、2015年3月19日の放送をもって終了した。また、平日17時台に放送された『ゆうどき』（金曜は大阪制作）もこれに先立ち3月6日で終了した。一連の再編により、『お元気ですか日本列島』から続いた平日14時台の情報番組枠は廃止され、11年半ぶりに再放送枠（多くは深夜枠『ミッドナイトチャンネル』から移設したもの）になる。なお、大阪発の放送は、事実上2015年4月より『NEWS WEB』（おおむね月1回程度）に移行する。

## 出演

### 2013年度（2013年4月4日 - 2014年3月20日）

#### 東京放送センター発（東京発）
いずれも、大阪発で放送する日には休演した。
- 堀友理子（元・朝日放送アナウンサー、出演期間中はセント・フォースに所属） - 2013年度サブキャスター
實石とのダブルキャスト方式で隔週出演する。当番組へ出演しない週には、『NHK BSニュース』でキャスターを務めた。当番組および『NHK BSニュース』から降板後の2014年3月31日付で、セント・フォースを退社した。同年5月にオフィス北野へ移籍した。
- 加藤祐子 - 2013年度気象情報担当
当番組降板後の2014年4月からTBSニュースバードの天気予報に出演する予定だったが、体調不良のために取りやめとなる。その後に妊娠が判明して2014年12月に長男を出産した[5]。

#### 大阪放送局発（大阪発）
- 岡本佐和子 - 2013年度気象情報担当
出演期間中には、『ニューステラス関西』でも横尾・田中と共演する。坂下は、いずれの番組でも岡本の後任に当たる。

### 2014年度（2014年4月3日 - 2015年3月19日）
◎：2013年度から続投

#### 東京放送センター発（東京発）
- 小澤康喬◎（NHKアナウンサー） - メインキャスター。大阪発で放送する場合にも、東京放送センターのスタジオから出演する。
- 實石あづさ◎（元新潟放送→NHK静岡放送局契約キャスター） - サブキャスター。オープニングでの紹介字幕では、「實石」の上に「じついし」という呼称が併記される。
- 滝本沙奈（セント・フォース所属） - 2014年度からサブキャスターとして加入
實石と滝本は、ダブルキャスト方式で隔週出演する。いずれも、当番組へ出演しない週には、NHK BS1の『NHK BSニュース』でキャスターを務める。また、当番組を担当する週でも、大阪発で放送する日には休演する。
- 杉原満◎（「トクする日本語」担当） - 大阪発で放送する日には休演
- 奈良岡希実子 - 2014年度から気象情報を担当

#### 大阪放送局発（大阪発：月1回）
- 森田洋平 - メインキャスター
- 田中泉◎ - サブキャスター
- 坂下恵理 - 気象情報担当
森田・田中は大阪放送局所属のアナウンサーである。気象予報士の坂下は、2014年3月31日（月曜日）から『ニューステラス関西』（平日夕方の関西ローカルニュース番組）の気象情報を担当するとともに、当番組にも2014年度から出演する。なお、坂下は当番組終了後全国放送の番組にはしばらく出演していなかったが、2020年9月末から同時期に開始された『列島ニュース』の気象情報担当に起用されている。

## 番組キャラクター
- にじまる
「虹の妖精」というイメージで作られたキャラクターで、白い身体でありながら、虹と同じく頭部を7色に塗り分けていることが特徴である。当番組の開始時間（2:05）にちなんで、身長が205mmに設定される。東京発のオープニングとエンディングトーク直前には、緊急時・非常時を除いて、「にじまる」の人形を必ずアップで映す。

## コーナー
◎：東京発・大阪発共通のコーナー
- 「今日のまるごと」◎ - 当日の放送直前までに入った主なニュースから、視聴者からの注目度が特に高いと思われるニュースについて、視聴者に「わかる、納得のできる」ように詳しく解説する。取り上げるニュースによっては、当コーナーにのみ、NHKの解説委員・記者や局外の専門家が登場することもある。
- 「にっぽんまるごと」◎ - NHK各基幹放送局を結ぶリレーニュースである。東日本大震災の被災地の現状や、各地の季節の話題、注目のニュースなどを各基幹局のニュースキャスターが伝えるほか、全国54放送局のアナウンサー・記者によるレポートを送る。
- 「タツオゼミナール」 - 言語学や日本語学などへの造詣が深い文学修士のサンキュータツオ（米粒写経）が、小澤と女性キャスターを相手に珍しい論文を紹介する。
- 「にじさんぽ」◎ - 東京発の場合には女性キャスターと気象キャスター、大阪発の場合には大阪放送局の気象キャスターのみ出演する。全国各地のNHK放送局が気象観測用に設置している定点カメラから、数ヶ所の映像をリレー中継形式で紹介する。
- 「気象情報」◎
  - 東京発 - 気象キャスターが今後の気象の動向を説明すると共に、季節の歳時記を披露する。
  - 大阪発 - 大阪放送局の気象キャスターが、気象情報を伝える。

以下は、東京発で「にじさんぽ」と「気象情報」の間に放送される日替わり企画である。
- 「トクする日本語」（月 - 水曜日） 杉原が担当するコーナーで、小澤も進行役として出演する。最近流行になっている新しい言葉や、間違えやすい言葉など、日本語の正しい使い方やコミュニケーションの取り方などについて分かりやすく解説する。
- 「まるごとインパクト」（木曜日） - 女性キャスターが単独で進行するコーナーである。珍しいイベントや現象など、全国各地のNHKのスタッフが撮影したり、NHKが日本の内外から集めたりした「インパクト」の強い内容の映像を紹介する。
- 「やす短歌なお短歌」（金曜日→2014年4月から木曜日[6]）短歌の投稿コーナーで、季節や話題に応じて投稿のテーマを毎回設定する。放送上は、選者の小島なおが作歌のコツを解説するほか、テーマに即して小澤が作った短歌も紹介する。

## 参考資料
- 25年度主な番組のキャスター一覧